# Гурами
Osphronemus goramy е вид лъчеперка от семейство Макроподови (Osphronemidae).

## Разпространение
Видът е разпространен в сладководните реки, потоци, блата и езера на Югоизточна Азия.